# مهربانی (فیلم)
مهربانی (به هندی: Dayavan) فیلمی محصول سال ۱۹۸۸ و به کارگردانی فیروز خان است. در این فیلم بازیگرانی همچون وینود کانا، مادهوری دیکشیت، فیروز خان، آدیتای پانچولی، آمریش پوری، آنجان سیرواستاو، آریونا ایرانی، رامیا کریشنان، تینو آناند، آلوک نات ایفای نقش کرده‌اند.